# Русалка (работа Лихтенштейна)
«Русалка» (англ. The Mermaid) — уличная скульптура, созданная в 1979 году американским художником Роем Лихтенштейном и состоящая из бетона, стали, полиуретана, эмали, пальмового дерева и воды. Она установлена в курортном городе Майами-Бич на территории Конференц-центра Майами-Бич. Её размеры составляют 6,4 × 7,3 × 3,3 метра. По некоторым данным «Русалка» стала для Лихтенштейна первым заказом в области паблик-арта, по другим же им был созданный им временный павильон. С момента установки скульптуры её неоднократно реставрировали, а театр, перед который она установлена, дважды реконструировался и переименовался.

## Расположение
Скульптура была установлена перед Аудиторией Майами-Бич, которая была позднее переименована в Театр исполнительских искусств Майами-Бич или Театр исполнительских искусств в Майами. С 1987 года здание носило название Театр исполнительских искусств Джеки Глисона, а с 2007 года известно как Филлмор Майами-Бич в театре Джеки Глисона.

## История создания
С 1979 по 1982 год Лихтенштейн создавал крупномасштабные скульптуры на основе своих более ранних небольших работ. Однако «Русалка», первая среди подобных скульптур, была создана специально для этого заказа, полученного в 1979 году. Ему поручили создать « Русалку» для Театра исполнительских искусств. Первоначальная сумма за заказ составила 100 000 долларов и включала в себя средства от гранта Национального фонда искусств в размере 50 000 долларов, а остальные 50 000 выделили ценители искусства. Работа Лихтенштейна стала вторым произведением паблик-арта, утсановленным в городе Майами-Бич. Хотя Лихтенштейн и создал фреску для Всемирной выставки 1967 года в Монреале, ряд исследователей считает, что «Русалка» стала первым его заказом в области паблик-арта. По другой же версии, его фреска в павильоне штата Нью-Йорк на Всемирной выставке 1967 года являлась заказной работой.
Как и почти все 20 его скульптур, созданных до 1980 года, эта «…началась как линейный рисунок, уходящий в высоту, перешедший в полнообъёмный чёрноленточный макет, а затем в великолепно раскрашенный вручную деревянный макет, по которым были изготовлены формы для литья». Эскизы, рисунки, коллажи и макеты, появившиеся при создании «Русалки» сохранились. Лежащая русалка покоится на белоснежных голубых волнах рядом с пальмой. С безмятежной тропической обстановкой в скульптуре контрастируют серые стальные облака. Сам Лихтенштейн объяснял концепцию своей работы в стремлении подчеркнуть «абсурдность создания скульптур из таких живописных форм». В последующих своих работах художник развивал идею «живописной скульптуры».
«Русалка» продолжила его идею, развиваюмую в скульптуре в 1970-х годах, по изображению эфемерных явлений в физической форме. Здесь она была реализована через лучи солнечного света, падающие на тело русалки. Создание крупномасштабного произведения паблик-арта явилось новым опытом для Лихтенштейна. Эта работа была оценена как продолжение его живописи в публичной форме, а не как попытка создать скульптурное произведение. По мнению Дианы Уолдман из Музея Соломона Гуггенхейма «Русалка», включающая в себя пальму и наполненный водой бассейн, получилась «ослепительно глупой и провокационной».

## Реставрации
«Русалка» неоднакратно подкрашивалась городскими работниками в первые 15 лет после своей установки из-за выцветавшей краски и последствий ураганов. Согласно данным Блаффтонского университета, скульптуру реставрировали в 2000 году и заново открыли в 2001 году. В 2010 году была произведена дополнительная реставрация, включавшая в себя «очистку, удаление коррозии и стабилизацию элементов из чёрного металла, компаундирование окрашенных поверхностей, восстановление бетона и частичную перекраску». К другим реставрационным работам относилась замена утраченных бетонных частей и защитное охлаждение.